# The Paper (pel·lícula)
The Paper és una pel·lícula de drama i comèdia de 1994, dirigida per Ron Howard. És protagonitzada per Michael Keaton, Glenn Close, Marisa Tomei, Randy Quaid i Robert Duvall. Va ser nominada a un Premi Oscar a la millor cançó original per "Make Up Your Mind", escrita i interpretada per Randy Newman.
La pel·lícula descriu 24 hores frenètiques en la vida professional i personal d'un editor d'un diari. La història principal del dia és l'assassinat de dos empresaris. Els reporters sospiten d'un encobriment per part de la policia i la innocència dels sospitosos.

## Argument
La pel·lícula té lloc durant un període de 24 hores. Henry Hackett (Michael Keaton) és l'editor metropolità del New York Sun, un tabloide sensacionalista de ficció de Nova York. És un addicte al treball que li encanta el que fa, però les moltes hores i la poca paga el desanimen. Està en risc d'experimentar la mateixa destinació del seu editor cap, Bernie White (Robert Duvall), qui va prioritzar el treball a la família.
El propietari del diari, Graham Keighley (Jason Robards), afronta problemes financers, per la qual cosa té a Alicia Clark (Glenn Close), editora general i némesis d'Henry, que imposa retallades impopulars. L'esposa d'Henry, Martha (Marisa Tomei), una reportera del diari de baixa per embaràs, està molesta perquè Henry sembla tenir menys temps per a ella i li diu que consideri seriosament una oferta per deixar el Sun i convertir-se en ajudant de l'editor general del New York Sentinel, un diari de ficció basat en The New York Times.
Entretant, una història recent està circulant a la ciutatː l'assassinat de dos empresaris blancs en Brooklyn i la detenció de dos adolescents afroamericans per aquest delicte. Henry i McDougal creuen que els càrrecs contra els joves són falsos.

## Producció i crítica
El guionista Stephen Koepp, editor principal de la revista  Time, va col·laborar en el guió amb el seu germà David i junts van aparèixer inicialment amb "A Day in the Life of un Paper" com a premissa. David va dir: "Volíem un dia normal, tot i que això no és gaire habitual".
The Paper va rebre crítiques positives per part dels especialistes i posseeix una valoració del 88% a Rotten Tomatoes basat en 32 ressenyes amb el consens que és: "Ràpida i frenètica", "The Paper" 'capta l'energia de la sala de notícies gràcies al bon repartiment i al director".